# Темска
Темска је насеље Града Пирота у Пиротском округу. Према попису из 2022. има 449 становника (према попису из 2002. било је 908 становника). Село се налази у подножју Старе планине, а кроз њега протиче река Темштица десна притока Нишаве. У селу се налази основна школа, пошта, неколико продавница и кафића. У сеоском атару се налази манастир Светог Ђорђа, тврђава Темац и мала хидроелектрана Темац.
Овде се налазе Запис Ђорђевића оброк Свети Петар (Темска), Запис оброк 1818 (Темска), Запис оброк 1825 (Темска), Запис миро багрем (Темска), Запис миро Ћирића храст (Темска), Запис Младеновића оброк 1799 Вишњица (Темска), Запис Младеновића оброк 1934 Вишњица (Темска), Запис Младеновића оброк 1938 Вишњица (Темска) и Запис Младеновића оброк Вишњица (Темска).

## Историја
Почетком 15. века Темска се помиње у биографији Деспота Стефана Лазаревића коју је написао Константин Филозоф, а 1606. године и у списку отоманских војнука са 6 војнучких баштина и 6 празник баштина. У Старом дефтеру из 1574. године и у Новом дефтеру из 1596. године пише да „Темска спада под Пирот и да јој је приход од житних десетака и осталих данака 500 акчи".
По народном предању, село није одувек било на месту на коме је данас. Било је мало ниже низ реку, на месту званом Вишњица. Док су још били у Вишњици, по народном предању које је забележио Тихомир Ђорђевић једном приликом, док је кестенџија продавао кестење, викао је: „Ајде, кештани. кештани!" А сељаци у страху од потера, пљачки и зулума, разумели да кестенџија виче: „Беште, Темштани, Темштани!", па нададоше у бег и тако померише село навише уз реку. И данас се на том месту налазе миросано дрво и оброк посвећен Светом Николи. Известан број Темштана који је кренуо много даље из Вишњице
настанио се близу Београда и под истим именом засновао насеље (то је данас београдско приградско насеље Вишњица).
Најприсутније је предање о „лавообразном човеку". Његова постојбина био је град Темац – Темско, а то је била територија Стефана Лазаревића (почетак 15. века). – „Беше човек лавообразан, по имену Новак, од стара светла рода, под влашћу деспотовом. Овај се човек одметну у планину и затресе срце Исмаилћанима. Цар Мусулман пише Деспоту Стефану да погуби тог човека. Стеван одговори: Тај човек живи у планини! Тада се Мусулман диже с војском, дође на Темско и оте га! Одатле посла човека Стефану, правдајући се да је морао само проћи кроз његове земље, а „досаде“ никакве неће учинити." „Е. то Темско, није ли ова данашња Темска са старим градићем Темцем? А „лавообразни човек", да ли је наш Старина Новак, o ком се тако много пева или Новак Дебељак" — пита се Милан "Б. Милићевић у дневнику „С Дунава на Пчињу".
Град Темско је разорен и данас има само остатака зидова тврђаве и сачувано предање о њеним браниоцима. Предање каже како су мештани пред навалом турске опсаде потковали коње наопако и у највећој тишини напустили тврђаву. Тако су гониоцима заварали траг о правцу кретања, а оне који су први ушли у тврђаву потпуно збунили. Наиме, пре изласка из тврђаве Срби су монтирали тупане и гајде тако да их покреће ветар и они су „бубњали и свирали". Противници су мислили да су Срби још увек у тврђави а они су били већ далеко измакли. То је вероватно била последња борба око тврђаве. У време турско-аустријских ратова. Поп Љубен записао је 1692. године: „За кратке владе аустријске Темски манастир опустошен је од Мађара. Изгледа да се народ повукао
испред Мађара у град Темац где је страдао од глади и мађарских нападаја".“
Током Источне кризе (1875-1878) место је као и сав Нишавски срез ослободила је од Турака српска војска. Захвални становници Срби су послали писмо захвалности кнезу Милану из Темске 20. фебруара/4. марта 1878. године. На скупу је срочено писмо које је потписао 121 домаћин.
Године 1880. место Темска налазило се у некадашњем Височком срезу. Ту је пописано 167 кућа са 1035 становника, од којих је само шест било писмено. Место има 235 пореских глава.
До 1880. године школа у Темској је радила у конацима оближњег манастира Темска. У њој је те године 40 ђака завршило школовање. Постојала је 1896. године српска народна четвороразредна школа са 72 ученика, од којих је првака било 21, другог разреда - 25, у трећем и четвртом разреду по 13.
Шума је доста сечена у 19. веку, због хајдучије и економских разлога. Много сељака је морало ићи у печалбу. Када су Италијани градили камени мост на Темштици, сељани су се научили каменорезачком занату.
Године 1963. захваљујући неконтролисаном обешумљавању и огољавању, у зиму, после обилних падавина, велике масе земљишта Старе планине почеле су да се урушавају у реку Височицу. Мештани томе нису придавали значај, јер се то дешавало и раније после падавина, па су сматрали да ће и тада проћи без веће штете. Међутим, десетак дана после тога, потекла је бујица раздробљене и расквашене земље услед клизања огромних размера. Највеће померање тла десило се 25. фебруара. Створена је брана висока преко 50 метара, која је спречила природан ток реке Височице, а огромне количине воде потопиле су некадашње село Завој које је било прво на удару. Становници су се разбежали у брда и појате, где је ко стигао. Језеро се врло брзо пунило и претила је опасност да дође до пробијања препреке и да огромна количина воде угрози сва насеља смештена низводно, укључујући чак и Ниш. У селу Темска, које је било следеће на удару, по наредби, али и из објективног страха, дошло је до исељавања становника у више делове села. Врло брзим ангажовањем струке и војске, ископан је тунел за контролисано испуштање створене акумулације. Како је село Завој било потопљено и уништено, настала је идеја да се на том месту, новонастало језеро искористи за производњу електричне енергије.
Постојао је страх за снабдевање водом села Темска за које се знало да ће бити тешко угрожено. Темштани су стали у одбрану реке, а одмах уз њих су стали и становници села Станичење, Рагодеш, Рудиње, Куманово, Ореовица, Сопот, Церова, као и свих осталих села у сливу Темштице. Упркос отпору мештана, акумулација је ипак изграђена и од бране данас, коритом реке Височице, тече свега 10% средњег вишегодишњег протока, такозваног биолошког минимума, а по саставу и температури неквалитетне воде.
Следећи предлог је био да се поред већ преусмереног тока реке Височице, преведе у акумулацију и Топлодолска река која чини преостали део тока Темштице. Жеља тадашње власти била је да узме што већу количину воде и усмери је на хидроцентралу и ка граду Пироту, чиме би се сва насеља низводно од акумулације оставила без воде. Од тада до данас, становници Темске и околних села су водили борбу да спрече превођење Топлодолске реке. Одборници Општине су потписали 2004. године Декларацију о заштити Топлодолске реке.
Друштво студената билогије и екологије „Јосиф Панчић“ уз подршку мештана Темске, а уз накнадно придруживање Друштва младих истраживача „Бранислав Букуров“ и Друштва студената географије „Сава Петров“ оснивају научно-истраживачки камп „Темска“ 2007. године.
У селу је рођен књижевник Слободан Џунић.

## Демографија
У насељу Темска живи 794 пунолетна становника, а просечна старост становништва износи 51,0 година (49,5 код мушкараца и 52,5 код жена). У насељу има 333 домаћинства, а просечан број чланова по домаћинству је 2,70.
Ово насеље је великим делом насељено Србима (према попису из 2002. године).
|  |

| Демографија | Демографија | Демографија |
| Година      | Становника  | Становника  |
| ----------- | ----------- | ----------- |
| 1948.       | 2.244       |             |
| 1953.       | 2.224       |             |
| 1961.       | 2.029       |             |
| 1971.       | 1.736       |             |
| 1981.       | 1.435       |             |
| 1991.       | 1.162       | 1.160       |
| 2002.       | 908         | 913         |

| Етнички састав према попису из 2002.‍ | Етнички састав према попису из 2002.‍ | Етнички састав према попису из 2002.‍ | Етнички састав према попису из 2002.‍ | Етнички састав према попису из 2002.‍ |
| ------------------------------------ | ------------------------------------ | ------------------------------------ | ------------------------------------ | ------------------------------------ |
|                                      |                                      |                                      |                                      |                                      |
| Срби                                 | Срби                                 |                                      | 904                                  | 99,55%                               |
| Роми                                 | Роми                                 |                                      | 2                                    | 0,22%                                |
| Бугари                               | Бугари                               |                                      | 1                                    | 0,11%                                |
| Југословени                          | Југословени                          |                                      | 1                                    | 0,11%                                |
| непознато                            | непознато                            |                                      | 0                                    | 0,0%                                 |

| Година пописа     | 1948. | 1953. | 1961. | 1971. | 1981. | 1991. | 2002. |
| ----------------- | ----- | ----- | ----- | ----- | ----- | ----- | ----- |
| Број домаћинстава | 427   | 447   | 480   | 485   | 439   | 386   | 333   |

| Број чланова      | 1  | 2   | 3  | 4  | 5  | 6  | 7 | 8 | 9 | 10 и више | Просек |
| ----------------- | -- | --- | -- | -- | -- | -- | - | - | - | --------- | ------ |
| Број домаћинстава | 88 | 116 | 41 | 30 | 22 | 29 | 5 | 1 | 0 | 1         | 2,70   |

| Пол    | Укупно | Неожењен/Неудата | Ожењен/Удата | Удовац/Удовица | Разведен/Разведена | Непознато |
| ------ | ------ | ---------------- | ------------ | -------------- | ------------------ | --------- |
| Мушки  | 407    | 83               | 268          | 49             | 7                  | 0         |
| Женски | 416    | 49               | 268          | 90             | 6                  | 3         |
| УКУПНО | 823    | 132              | 536          | 139            | 13                 | 3         |

| Пол    | Укупно                    | Пољопривреда, лов и шумарство | Рибарство                            | Вађење руде и камена | Прерађивачка индустрија       |
| ------ | ------------------------- | ----------------------------- | ------------------------------------ | -------------------- | ----------------------------- |
| Мушки  | 169                       | 54                            | 0                                    | 0                    | 62                            |
| Женски | 128                       | 47                            | 0                                    | 0                    | 63                            |
| УКУПНО | 297                       | 101                           | 0                                    | 0                    | 125                           |
| Пол    | Производња и снабдевање   | Грађевинарство                | Трговина                             | Хотели и ресторани   | Саобраћај, складиштење и везе |
| Мушки  | 7                         | 11                            | 6                                    | 1                    | 15                            |
| Женски | 1                         | 1                             | 3                                    | 0                    | 1                             |
| УКУПНО | 8                         | 12                            | 9                                    | 1                    | 16                            |
| Пол    | Финансијско посредовање   | Некретнине                    | Државна управа и одбрана             | Образовање           | Здравствени и социјални рад   |
| Мушки  | 0                         | 0                             | 5                                    | 1                    | 6                             |
| Женски | 0                         | 0                             | 0                                    | 3                    | 3                             |
| УКУПНО | 0                         | 0                             | 5                                    | 4                    | 9                             |
| Пол    | Остале услужне активности | Приватна домаћинства          | Екстериторијалне организације и тела | Непознато            | Непознато                     |
| Мушки  | 1                         | 0                             | 0                                    | 0                    | 0                             |
| Женски | 5                         | 0                             | 0                                    | 1                    | 1                             |
| УКУПНО | 6                         | 0                             | 0                                    | 1                    | 1                             |

## Галерија
- Храм Свете Петке у Темској